# Fallfaktor
Begreppet fallfaktor används i samband med bergsklättring och klätterutrustning för att beteckna hur svårt ett fall är. Två faktorer vägs in:
- fallets längd (f)
- mängden rep mellan säkringsmannen och klättraren (r)

Fallfaktorn definieras som f/r.
Den högsta fallfaktorn som kan uppstå vid normal klättring är 2. Detta kan teoretiskt ske vid längre klätterturer då man bygger standplats mitt på väggen. Förstemannen leder vidare från standplatsen r antal meter utan att placera mellansäkringar. Vid ett fall kommer han att falla förbi standplatsen, sammanlagt 2r meter. Fallfaktorn blir då två.
Den lägsta fallfaktorn är 0. Denna uppstår till exempel vid fall under topprepsklättring, eller vid ett mycket kort fall i slutet av en förstemansbestigning då mycket rep är ute.
Fallfaktorn är nära kopplad till det fångryck som uppstår i systemet. Vid användning av dynamiska klätterrep töjer sig repet vid belastning, och minskar således fångrycket. Ju längre fall desto mer energi måste absorberas av repet, men ju mer rep som är ute desto mer töj. Fångrycket beror dock på fler faktorer än fallfaktor.
För att undvika hög fallfaktor bör förstemannen alltid eftersträva att så tidigt som möjligt sedan han lämnat standplatsen placera sin första mellansäkring, och sedan säkra så tätt som möjligt.

## Standardiserat testfall
UIAA har definierat ett standardiserat fall, för användning vid test av rep i laboratorium. Testet är avsett att verklighetstroget simulera ett typiskt förstamansfall. För dynamiska enkelrep låter man en vikt på 80 kg falla från en punkt 2,3 meter ovanför sista karbinen. Repets längd är 2,6 meter. Fallfaktorn blir relativt hög men lägre än 2.
Med detta test får fångryck i repet inte överstiga 12 kN för ett dynamiskt enkelrep.